# Ковернино
Ковернино (рос. Ковернино) — робітниче селище в Ковернинському районі Нижньогородської області Російської Федерації.
Населення становить 6947 осіб. Входить до складу муніципального утворення робітниче селище Ковернино.

## Історія
Від 2009 року входить до складу муніципального утворення робітниче селище Ковернино.

## Населення
| 1959  | 1970  | 1979  | 1989  | 2002  | 2008  | 2009  |
| ----- | ----- | ----- | ----- | ----- | ----- | ----- |
| 3661  | ↗5212 | ↗6184 | ↗7212 | ↘6875 | ↘6625 | ↘6594 |
| 2010  | 2011  | 2012  | 2013  | 2014  | 2015  | 2016  |
| ↗6892 | ↘6881 | ↗6882 | ↘6834 | ↗6843 | ↘6822 | ↗6843 |
| 2017  |       |       |       |       |       |       |
| ↗6869 |       |       |       |       |       |       |